# Климова, Ольга Владимировна
О́льга Влади́мировна Кли́мова (5 ноября 1995, Мир) — белорусская гребчиха-каноистка, выступает за сборную Белоруссии с 2013 года. Чемпионка Европы, призёр чемпионатов мира и Европы, победительница национальных и молодёжных регат. На соревнованиях представляет Минскую область, мастер спорта международного класса.

## Биография
Ольга Климова родилась 5 ноября 1995 года в городском посёлке Мир Кореличского района Гродненской области. Активно заниматься греблей начала в возрасте девяти лет, проходила подготовку в детско-юношеской спортивной школе в городе Жодино и минской государственной областной средней школе-училище олимпийского резерва, тренировалась под руководством таких специалистов как В. И. Тайников, Л. А. Козловская, Л. В. Дрозд. Состоит в спортивном клубе Министерства спорта и туризма Республики Беларусь.
Первого серьёзного успеха добилась в 2012 году, завоевав бронзовую медаль на молодёжном чемпионате Европы в Португалии — в зачёте каноэ-двоек на дистанции 500 метров. Год спустя на соревнованиях в Польше повторила это достижение, но уже в одиночках.
На взрослом уровне Климова впервые заявила о себе в сезоне 2014 года, когда попала в основной состав белорусской национальной сборной и благодаря череде удачных выступлений удостоилась права защищать честь страны на чемпионате Европы в немецком Бранденбурге. Вместе с напарницей Дариной Костюченко выиграла серебряную награду в гонке каноэ-двоек на дистанции 500 метров, уступив лидерство команде Венгрии. При этом на молодёжном чемпионате мира в Венгрии получила серебряную награду за второе место в полукилометровой гонке одиночных каноэ.
За выдающиеся спортивные достижения удостоена звания мастера спорта международного класса.